# Elsa Joubert
Elsa Joubert, OIS, (Paarl, 19 de octubre de 1922-Ciudad del Cabo, 14 de junio de 2020) de soltera Elsabé Antoinette Murray, fue una escritora sudafricana en afrikáans cuya más exitosa novela, Die swerfjare van Poppie Nongena, se ha traducido a varios idiomas y llevado al teatro.

## Biografía
Elsa Joubert nació y creció en Paarl, donde asistió al colegio femenino de La Rochelle. Más tarde fue a la Universidad de Stellenbosch, donde obtuvo un título de Bachelor of Arts en 1942 y de profesora de educación secundaria en 1943. Más tarde obtuvo un título en literatura en neerlandés y afrikáans en la Universidad de Ciudad del Cabo en 1945.
Tras egresar, fue profesora en Hoër Meisieskool y colegios femeninos de Cradock y editora en la publicación en afrikáans Huisgenoot de 1946 a 1948. Más tarde, se consagró a la escritura y redactó varios libros de viaje por sitios de África e Indonesia.
En 1950 se casó con el periodista Klaas Steytler, fallecido en 1998, y con quien tuvo un hijo y dos hijas. Residió en Oranjezicht, Ciudad del Cabo.

## Premios y reconocimientos
- Fellow of the British Royal Society of Literature
- Doctora honoris causa de Universidad de Stellenbosch (2001)
- Eugène Marais Prize por Ons wag op die kaptein (1964)
- CNA Prize por Bonga (1971)
- W.A. Hofmeyr Prize, por Poppy Nongena (1979)
- W.A. Hofmeyr Prize y Hertzogprys por Die reise van Isobelle
- Louis Luyt Prize y CNA Prize (1997)
- Winifred Holtby Memorial Prize de la Royal Society of Literature por Poppie (1980)[5]
- Premio Laurence Olivier a la major obra de teatro (Londres)
- Obi Award al major guion (Nueva York)
- Hertzogprys de prosa (1998)

## Obra

### Libros de viaje
- Water en woestyn (Uganda en Kaïro), Dagbreek Boekhandel, 1957
- Die verste reis (Wes-Europa), 1959
- Suid van die wind (Madagaskar), 1962
- Ons wag op die kaptein - To die at sunset, Tafelberg, 1963
- Die staf van Monomotapa (Mosambiek), 1964
- Swerwer in die Herfsland (Oos-Europa), 1968
- Die nuwe Afrikaan (Angola), Tafelberg, 1974
- Gordel van Smarag (Indonesië), Tafelberg, 1997

### Cuentos y novelas
- Die Wahlerbrug, Tafelberg, 1969
- Bonga, Tafelberg, 1971
- Die swerfjare van Poppie Nongena, Tafelberg, 1978 (trads. El largo viaje de Poppie Nongena, Buenos Aires, Emecé, 1981; Una mujer llamada Poppie, Barcelona, Salvat, 1987)
- Melk, Tafelberg, 1980
- Die laaste Sondag, Tafelberg, 1983
- Poppie — die drama, (con Sandra Kotzé), 1984
- Die vier vriende, 1985
- Missionaris, 1988
- Dansmaat, Tafelberg, 1993
- Die reise van Isobelle, Tafelberg, 1995
- Twee Vroue, Tafelberg, 2002

### Autobiografías
- 'n Wonderlike Geweld, Tafelberg, 2005
- Reisiger, Tafelberg, 2010